# Байгабыл (Туркестанская область)
Байгабыл (каз. Байғабыл) — село в Келесском районе Туркестанской области Казахстана. Входит в состав Жамбылского сельского округа. Код КАТО — 515453300.

## Население
В 1999 году население села составляло 85 человек (41 мужчина и 44 женщины). По данным переписи 2009 года, в селе проживало 266 человек (129 мужчин и 137 женщин).